# Simbolisme

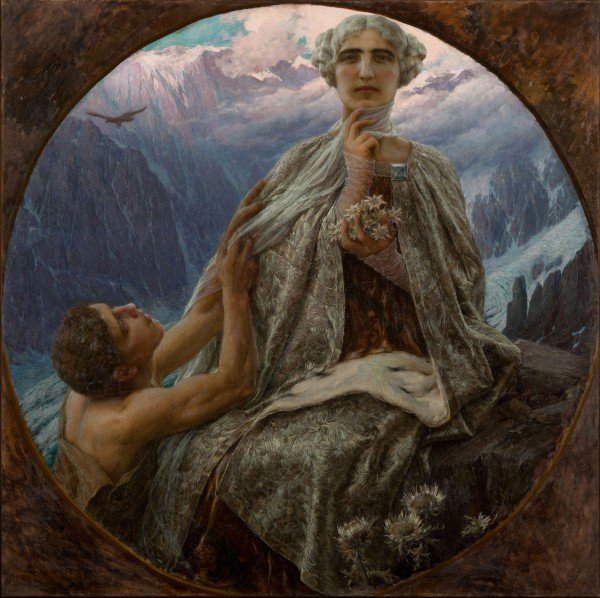
"El cim", obra simbolista del pintor italià Cesare Saccaggi da Tortona. El cim de la muntanya està representat per aquesta figura humana, sumptuosament vestida, amb edelweiss a la mà, a la qual un jove vestit amb draps i esgotat en fer el seu darrer esforç intenta aferrar-se dolorosament; es tracta d’una escena que tradueix un concepte típic de la filosofia alemanya del, el de “l'esforç”, símbol del desig de l’home de superar-se contínuament a si mateix i de fixar-se objectius cada vegada més alts i difícils,però després, un cop assolit, potser amb un gran sacrifici, trobar-se davant d’alguna cosa inesperada, representat per l’aspecte ambivalent d’aquesta figura que, si s’observa des de baix, sembla ser una dona, mentre que si s’observa a la cara sembla ser un home, que ens deixa perplexos.

El simbolisme va ser un moviment artístic de les darreries del segle xix, d'origen francès i belga, en la poesia i altres arts.

## Precursors i orígens

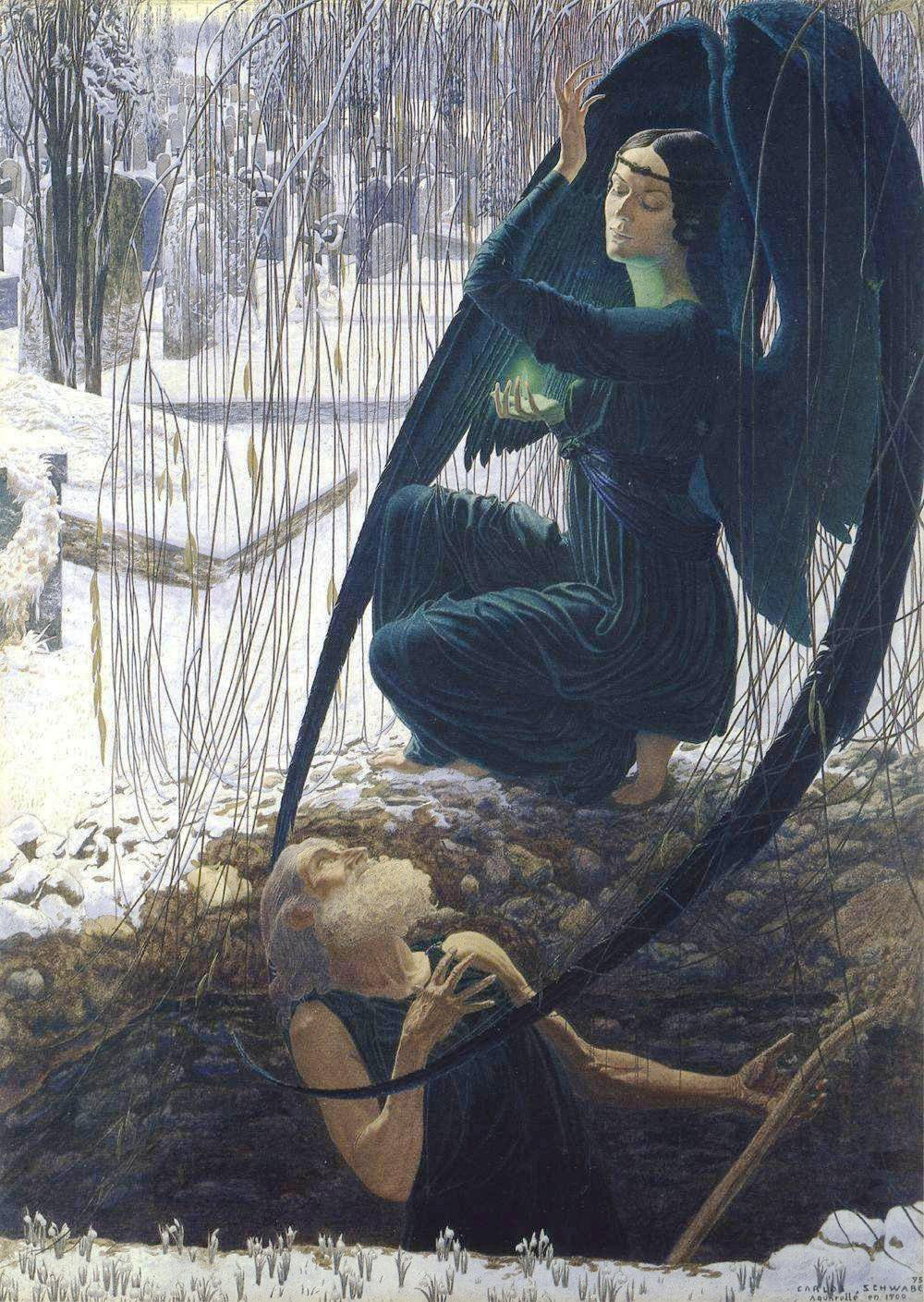
La mort du fossoyeur ('La mort de l'enterramorts') de Carlos Schwabe és un compendi visual dels motius simbolistes. Mort i àngels, neu prístina, i els gestos dramàtics dels personatges, tot expressa els desitjos simbolistes de transfiguració on siga, més enllà del món

El simbolisme francès va ser en part una reacció contra el naturalisme i el realisme, uns moviments que intentaven capturar l'essència de la realitat. Aquests moviments van provocar una reacció a favor de l'espiritualitat, la imaginació i els somnis; el camí vers el simbolisme va començar arran d'aquesta reacció. Alguns escriptors, com ara Joris-Karl Huysmans, van començar amb l'estil naturalista abans de decantar-se pel simbolisme; per a Huysmans, aquest canvi reflectia el seu incipient interès per la religió i l'espiritualitat.
El moviment literari simbolista té les seves arrels en Les Fleurs du mal (Les flors del mal) de Charles Baudelaire. L'estètica havia estat desenvolupada per Stéphane Mallarmé i Paul Verlaine durant les dècades de 1860 i 1870. Durant els anys 1880, l'estètica es va articular amb una sèrie de manifests i va atraure una generació d'escriptors. Les obres d'Edgar Allan Poe, que Baudelaire admirava tant i que va traduir al francès, van tenir-hi una considerable influència i van esdevenir la font de gran quantitat d'imatges.
En oposició amb el moviment literari simbolista, el simbolisme en les belles arts representa una conseqüència dels aspectes més foscos i gòtics del romanticisme; si el romanticisme va ser impetuós i rebel, l'art simbolista va ser estàtic i hieràtic.

## Moviment

### ElManifest simbolista
Els simbolistes creien que l'art havia de tenir el propòsit de capturar les veritats absolutes a les quals només podia accedir-se per mètodes indirectes. Així, escrivien d'una manera altament metafòrica i suggestiva, dotant imatges o objectes particulars d'un significat simbòlic. El Manifest simbolista (‘Le Symbolisme', Le Figaro, 18 set. 1886) va ser publicat l'any 1886 per Jean Moréas. Moréas va anunciar que el simbolisme era hostil amb "els significats simples, les declamacions, el fals sentimentalisme i les descripcions directes"; al contrari, l'objectiu del simbolisme era "abillar l'ideal d'una manera perceptible"; el simbolisme no tenia el seu "propòsit en si mateix, sinó que el seu objectiu únic era expressar l'ideal": 
En aquest moviment artístic, les escenes de la natura, les activitats humanes, i qualsevol altre fenomen del món no són descrits per la seva pròpia aparença; se'n creen superfícies perceptibles per tal de representar les afinitats esotèriques amb els ideals primitius.

### Tècniques
Els poetes simbolistes desitjaven alliberar-se de les tècniques de versificació per tal d'assolir un major grau de fluïdesa i, per tant, es van alinear amb el moviment cap al vers lliure, una direcció molt més evident en l'obra de Gustave Kahn. Els poemes evoquen, més que descriuen; s'hi utilitza tota una imatgeria simbòlica per a palesar l'estat anímic del poeta. La sinestèsia va ser una experiència prioritzada; els poetes desitjaven identificar i confondre els sentits independents de l'olfacte, l'oïda i la vista. Tant Baudelaire al poema Correspondences:
Il est des parfums frais comme des chairs d'enfants,
Doux comme les hautbois, verts comme les prairies,
— Et d'autres, corrompus, riches et triomphants,

Ayant l'expansion des choses infinies,
Comme l'ambre, le musc, le benjoin et l'encens,
Qui chantent les transports de l'esprit et des sens.
(Hi ha perfums frescos com carns d'infants,
 Dolços com els oboès, verds com les praderies
 — I d'altres, corruptes, rics, i triomfants,

 Amb l'expressió de les coses infinites,
 com l'ambre, el mesc, el benjuí i l'encens,
 Que canten els èxtasis de la ment i els sentits.)

com Rimbaud en el poema Voyelles: 
A noir, E blanc, I rouge, U vert, O bleu : voyelles...
(A negra, E blanca, I roja, U verda, O blava: vocals...)

—pretenen identificar-ne una experiència sensitiva amb una altra.

### Paul Verlaine i elspoètes maudits
Però, potser, entre els diversos intents de definir l'essència del simbolisme, cap va ser tan influent com la sèrie d'assajos que Paul Verlaine va publicar l'any 1884 sobre Tristan Corbière, Arthur Rimbaud, i Stéphane Mallarmé; en els quals Verlaine va anomenar-los poètes maudits.
Verlaine va argüir que tots tres, en la seua particular i molt diferent versió, van trobar una maledicció en el seu geni, que els va aïllar dels seus contemporanis, i en conseqüència els va precipitar en l'hermetisme i en un estil literari idiosincràtic. En aquesta concepció del geni i del rol del poeta, Verlaine coincidia en certa manera amb l'estètica d'Arthur Schopenhauer, el filòsof del pessimisme, el qual va sentenciar que el propòsit de l'art era proveir un refugi temporal enfront del món de la lluita cega i de la voluntat.

### Filosofia
L'estètica de Schopenhauer comparteix certs principis amb el programa simbolista; ambdós consideren l'art com un refugi contemplatiu enfront del món de la lluita i la voluntat. A partir d'aquest desig d'un refugi artístic que els protegisca del món, els simbolistes prenen temes característics del misticisme i d'allò sobrenatural, un profund sentit de la mortalitat, i la percepció de la sexualitat com un poder maligne. En el poema Les fenêtres ( Arxivat 2004-12-09 a Wayback Machine.), Mallarmé expressa tots aquests temes d'una manera molt clara. Un home moribund al llit d'un hospital, buscant com fugir del dolor i la monotonia del seu entorn físic, es gira cap a la finestra, dona l'esquena a tot allò que li causa disgust:
...l'homme à l'âme dure
Vautré dans le bonheur, où ses seuls appétits
Mangent, et qui s'entête à chercher cette ordure
Pour l'offrir à la femme allaitant ses petits,
("l'home amb l'ànima dura/ submergit en la felicitat, on els seus únics desitjos/ mengen, i que s'entesta a cercar aquesta brossa/ per oferir-la a la dona que alleta els seus nadons,")
i en contrast, ell "dona l'esquena a la vida" (tourne l'épaule à la vie) i exclama:
Je me mire et me vois ange! Et je meurs, et j'aime
— Que la vitre soit l'art, soit la mysticité —
A renaître, portant mon rêve en diadème,
Au ciel antérieur où fleurit la Beauté!
("Em guaite i em veig àngel! I muir, i estime/ -Que el vidre siga l'art, siga el misticisme-/ en renàixer, portant el meu somni com a diadema,/ al cel anterior on floreix la Bellesa!")
El moviment simbolista ha estat sovint confós amb el decadentisme. Alguns joves escriptors van ser irònicament qualificats per la premsa com a decadents a mitjan dècada de 1880. Pocs entre els escriptors al·ludits van acceptar-ne la denominació, mentre que la majoria la va rebutjar. El manifest de Jean Moréas va ser en bona part una resposta a aquesta polèmica. Encara que l'estètica decadent i l'estètica simbolista mantenen zones de solapament, s'han de considerar separadament.

### Món literari
Els simbolistes van fundar un gran nombre de publicacions, i d'altres van acabar associant-se al moviment: la primera va ser La Vogue, fundada l'abril de 1886. L'octubre d'aquest mateix any, Jean Moréas, Gustave Kahn, i Paul Adam van fundar Le Symboliste. Un dels diaris simbolistes més importants va ser Le Mercure de France, editat per Alfred Vallette, que va succeir La Pléiade, fundat l'any 1890, i que va durar fins a l'any 1965. Pierre Louÿs va fundar el periòdic La conque, les inclinacions simbolistes del qual van ser al·ludides per Jorge Luis Borges en el seu conte Pierre Menard, autor del Quijote. Altres revistes literàries simbolistes van ser La Revue blanche, La Revue wagnérienne, La Plume i La Wallonie.
Rémy de Gourmont i Félix Fénéon van ser crítics literaris associats al moviment simbolista, mentre que les obres teatrals dels autors simbolistes van formar part essencial del repertori del Théâtre de l'Œuvre i del Théâtre des Arts.
Els moviments literaris simbolista i decadent van ser satiritzats en un llibre de poesia titulat Les Déliquescences d'Adoré Floupette, publicat l'any 1885 per Henri Beauclair i Gabriel Vicaire. Arxivat 2006-08-25 a Wayback Machine.

## En altres arts

### Arts visuals

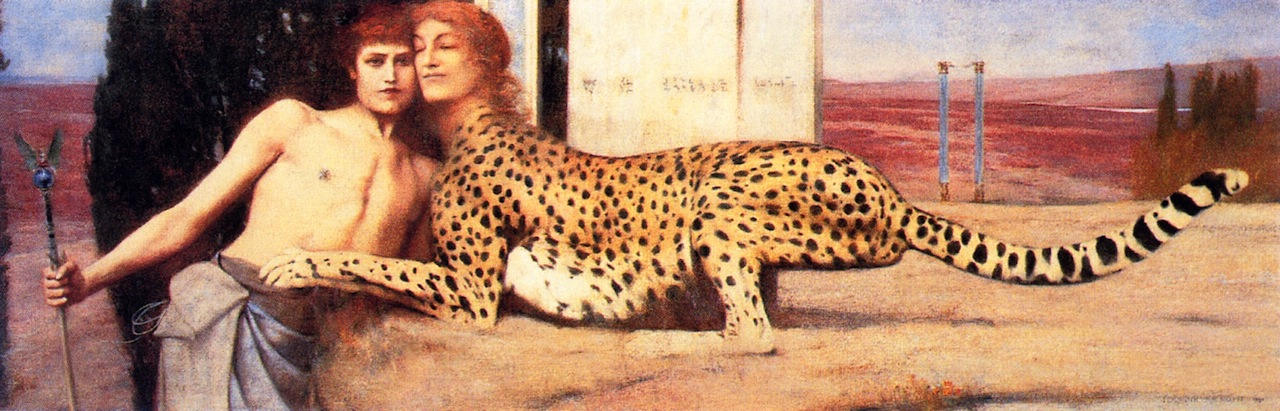
Khnopff: La carícia

El simbolisme en literatura manté característiques diferenciades amb l'expressió del moviment en altres arts, encara que amb molts punts de contacte. En la pintura, el simbolisme va ser la continuació d'algunes tendències místiques de la tradició romàntica, conreades per artistes com ara Caspar David Friedrich, Fernand Khnopff i John Henry Fuseli, i va alinear-se més decididament amb el conscientment fosc i íntim moviment decadent.
Hi va haver diversos, fins i tot diferents, grups de pintors i artistes visuals simbolistes, en els quals es van enquadrar Gustave Moreau, Odilon Redon, Pierre Puvis de Chavannes, Henri Fantin-Latour, Edvard Munch, Félicien Rops, o Jan Toorop entre d'altres. La pintura simbolista va gaudir d'una expansió geogràfica major que la literatura, arribant a influir en artistes de Rússia, i fins i tot dels Estats Units, com és el cas del pintor Elihu Vedder. De vegades, s'ha considerat Auguste Rodin com un escultor simbolista. A Sint-Martens-Latem (Bèlgica), George Minne va animar un grup artístic amb Albinus Van den Abeele, Valerius De Saedeleer, Albert Servaes i Gustaaf Van de Woestijne, anomenat els simbolistes místics o la primera escola de Latem.
Els pintors simbolistes van escorcollar la mitologia i el món dels somnis per trobar un llenguatge visual per representar l'ànima, i produïren obres evocadores que submergeixen la ment en un món extàtic i silenciós. Els símbols pictòrics no s'extrauran de la iconografia corrent, sinó que es tracta de referències personals, íntimes, fosques i ambigües. Més una filosofia que un simple estil, els pintors simbolistes van influir sobre el contemporani moviment de l'art nouveau. En la seva exploració dels subjectes onírics també van ser precursors del surrealisme; Bernard Delvaille va descriure el surrealisme de René Magritte com a "simbolisme més Freud".

### Música
El simbolisme també va exercir una certa influència en la música. Alguns escriptors i crítics simbolistes eren entusiastes de la música de Richard Wagner, deixeble de Schopenhauer.
L'estètica simbolista va tenir un fort impacte en les obres de Claude Debussy. Les seues eleccions de llibrets, texts i temes van sorgir gairebé exclusivament de la producció simbolista: en particular, obres com els seus lieder Cinq poèmes de Baudelaire, diversos lieder sobre poemes de Verlaine, l'òpera Pelléas et Mélisande amb llibret de Maurice Maeterlinck, i els seus esbossos inacabats sobre dues obres de Poe, El diable al campanar i La caiguda de la casa Usher, tot indica que Debussy va estar molt influït pels temes i gustos simbolistes. La seua obra més popular, el Prélude à l'après-midi d'un faune, està inspirada en un poema de Mallarmé, L'après-midi d'un faune.
També Aleksandr Skriabin es va deixar influir per l'estètica simbolista. Pierrot Lunaire d'Arnold Schönberg utilitza el text de la traducció alemanya de poemes del poeta simbolista Albert Giraud, mostrant així un lligam entre l'expressionisme alemany i el simbolisme. Un altre compositor considerat simbolista fou Vincent d'Indy.

### Ficció en prosa
Je veux boire des poisons, me perdre
 dans les vapeurs, dans les rêves!

"Vull beure verins, perdre'm
 en els vapors, en els somnis!"

Diana, en La temptació de Sant Antoni
 de Gustave Flaubert.
El culte simbolista a l'estatisme i el hieratisme s'adaptava pitjor a la narrativa que a la poesia. La novel·la de Joris-Karl Huysmans À rebours, de 1884, conté temes que es van associar a l'estètica simbolista. Aquesta novel·la, en què passen molt poques coses, és un catàleg de les inclinacions i de la vida interior de Des Esseintes, un excèntric i solitari antiheroi. Aquesta novel·la va ser imitada per Oscar Wilde en diversos passatges d'El retrat de Dorian Gray.
Paul Adam va ser el novel·lista més prolífic del moviment simbolista. Les Demoiselles Goubert, escrita en col·laboració amb Jean Moréas l'any 1886, és una obra cabdal en la transició entre el naturalisme i el simbolisme. Pocs simbolistes van escriure novel·la. Una excepció n'és Gustave Kahn, que va publicar Le Roi fou l'any 1896. Altres obres de ficció de vegades considerades simbolistes són els cínics, misantrops, i especialment misògins, contes de Jules Barbey d'Aurevilly. Gabriele d'Annunzio va escriure la seua primera novel·la seguint el corrent simbolista.

### Teatre
El mateix èmfasi en una vida interior farcida de somnis i fantasies ha fet que el teatre simbolista puga reconciliar-se difícilment amb els gustos i les tendències posteriors. El drama d'Auguste Villiers de l'Isle-Adam Axël (ed. rev. 1890) és l'obra teatral simbolista més representativa; en l'últim acte, dos aristòcrates Rosa-creus s'enamoren i pacten matar-se mútuament en adonar-se que res en la vida podrà superar les seues fantasies. Edmund Wilson va posar el títol El castell d'Axël al seu influent estudi sobre la literatura modernista.
Maurice Maeterlinck va ser un altre dramaturg simbolista que va escriure, entre altres obres, Pelléas et Mélisande, i L'Oiseau Bleu ('L'ocell blau'). Les darreres obres del dramaturg rus Anton Txékhov s'han considerat com influïdes pel pessimisme simbolista. Sota la influència del simbolisme, el director i actor rus Vsévolod Meierhold va desenvolupar una teoria de la interpretació que, a diferència de la desenvolupada per Konstantín Stanislavski, s'enfocava en l'aprenentatge de gestos i moviments com a forma d'expressió de les emocions. El mètode de Meierhold va ser utilitzat en les primeres pel·lícules, especialment en les obres de Sergei Eisenstein.

## Seqüeles
En el món de parla anglesa, el moviment més pròxim al simbolisme va ser l'esteticisme; també els prerafaelites van ser contemporanis dels primers simbolistes, i hi tenien molt en comú. El simbolisme va exercir una important influència sobre el modernisme i les seues empremtes es poden detectar en molts artistes modernistes, incloent-hi T. S. Eliot, Wallace Stevens, Conrad Aiken, Hart Crane, i William Butler Yeats en la literatura anglosaxona i Rubén Darío en la literatura espanyola. Els primers poemes de Guillaume Apollinaire també presenten afinitats evidents amb el simbolisme.
L'esmentat estudi d'Edmund Wilson, Axel's Castle, de 1931, posa de manifest la continuïtat entre el simbolisme i un gran nombre d'escriptors de les primeries del segle xx, amb una menció especial als casos de Yeats, Eliot, Paul Valéry, Marcel Proust, James Joyce i Gertrude Stein. Wilson conclou que els simbolistes van representar un retir ideal cap a:
...les coses que estaven morint —potser la tradició lletraferida de la cultura global del Renaixement, una cultura obligada cada vegada més a una major especialització, a una major introspecció, a causa de la industrialització i la democratització de l'educació.

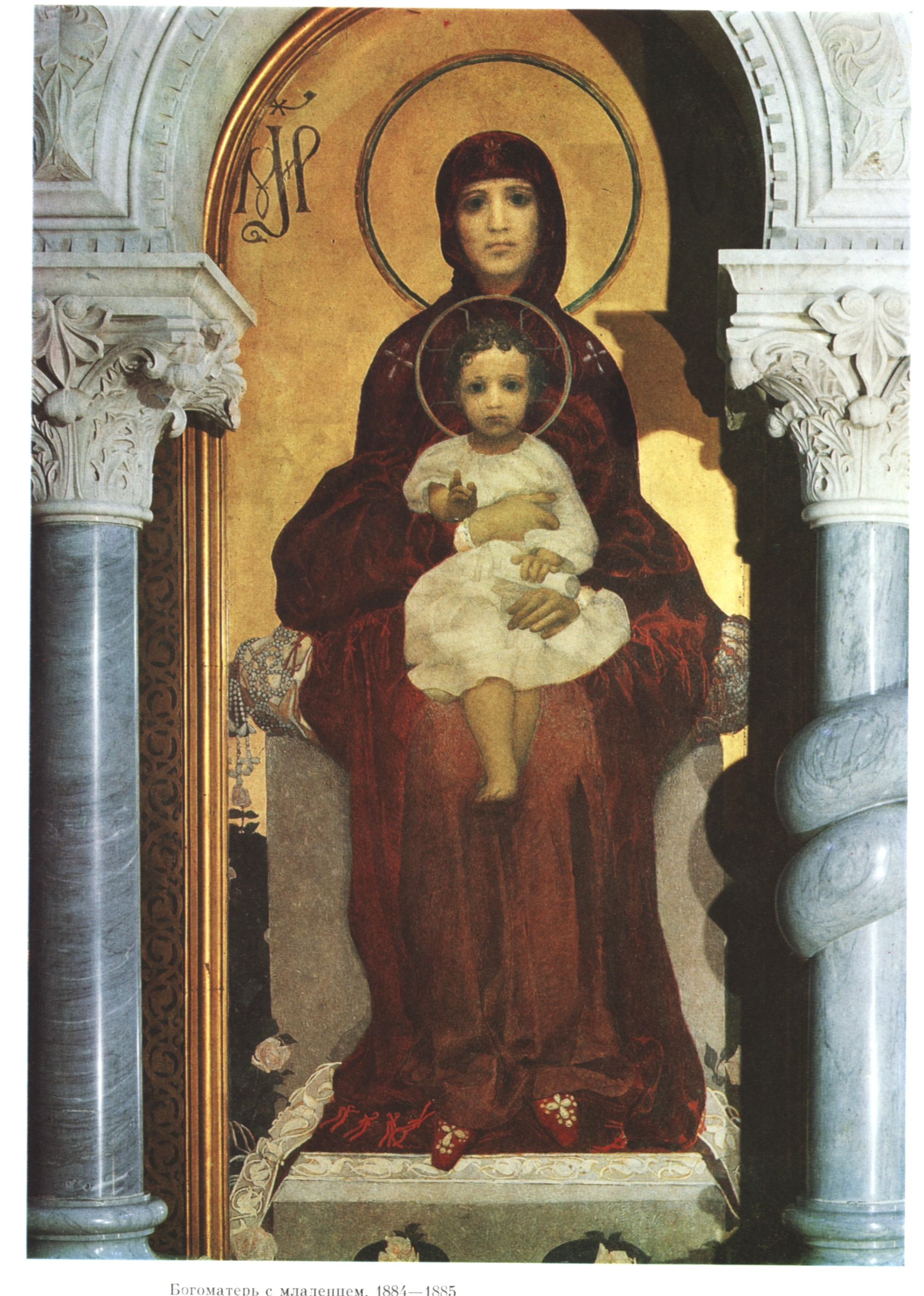
Entre els pintors simbolistes russos s'hi trobava Mikhaïl Vrubel (1856-1910)

Quan el moviment simbolista perdia el seu impuls a França, en el canvi de segle, va esdevenir una força important en la poesia russa. El simbolisme rus, amerat de religiositat ortodoxa i de les doctrines religioses de Vladimir Soloviov, no va tenir massa en comú amb el moviment francès del mateix nom. Va influir en l'inici de les carreres de diversos poetes rellevants, com ara Aleksandr Blok, Andrei Beli, i Marina Tsvetàieva. Hom considera la novel·la de Bely Petersburg (1912) com el monument principal de la prosa simbolista russa.
Els pintors simbolistes van exercir una important influència en l'expressionisme i el surrealisme pictòrics; dos moviments que descendeixen directament del proper simbolisme. Els arlequins, pobres i pallassos del període blau de Pablo Picasso mostren la influència del simbolisme, especialment de Puvis de Chavannes. A Bèlgica, on el simbolisme va penetrar intensament, tant que va ser considerat gairebé un estil nacional, l'estàtica estranyesa de pintors com René Magritte pot ser considerada com una conseqüència directa del simbolisme. L'obra dels artistes plàstics simbolistes va impactar directament en les formes curvilínies de l'art nouveau.
Algunes de les primeres pel·lícules també van utilitzar bastants temes i imatges visuals del simbolisme en els arguments, decorats i imatgeria. Les pel·lícules de l'expressionisme alemany deuen molt al simbolisme. Les virginals bones noies dels films de D. W. Griffith, i les noies dolentes de pel·lícula muda creades per l'actriu Theda Bara mostren la continuïtat de la imatgeria simbolista, com s'aprecia en les escenes babilòniques d'Intolerància de Griffith. La imatgeria simbolista va trobar refugi durant molt de temps en el cinema de terror. Per exemple, encara l'any 1932, la pel·lícula de terror Vampir de Carl Theodor Dreyer mostra la influència de la imatgeria simbolista; parts de la pel·lícula semblen recreacions de les primeres obres d'Edvard Munch en una mena de tableaux vivants.

## Simbolistes

### Precursors
- Charles Baudelaire (1821-67)
- Isidore Ducasse, comte de Lautréamont (1846-70)
- Gérard de Nerval (1808-55)

### Autors
- Konstantín Slutxevski (1837-1904)
- Auguste Villiers de L'Isle-Adam (1838-89)
- Stéphane Mallarmé (1842-98)
- Paul Verlaine (1844-96)
- Arthur Rimbaud (1854-91)
- Georges Rodenbach (1855-98)
- Emile Verhaeren (1855-1916)
- Jean Moréas (1856-1910)
- Albert Samain (1858-1900)
- Gustave Kahn (1859-1936)
- Albert Giraud (1860-1929)
- Jules Laforgue (1860-87)
- Paul Adam (1862-1920)
- Maurice Maeterlinck (1862-1949)
- Francis Vielé-Griffin (1863-1937)
- Henri de Régnier (1864-1936)
- Albert Aurier (1865-1892)
- Albert Mockel (1866-1945)
- Paul Valéry (1871-1945)
- Renée Vivien (1877-1909)
- Andrei Beli (1880-1934)
- Ahmed Hashim (1884-1933)

### Influència sobre la literatura anglesa
Entre els escriptors en anglès que van ser influïts pel simbolisme, s'hi troben:
- Edgar Allan Poe (1809-49)
- William Blake (1757-1827)
- Dante Gabriel Rossetti (1828-82)
- Algernon Charles Swinburne (1837-1909)
- Oscar Wilde (1854-1900)
- Arthur Symons (1865-1945)
- John Gra y (1866-1934)
- Ernest Dowson (1867-1900)
- Eric Stenbock (1860-95)
- T. S. Eliot (1888-1965)
- William Butler Yeats (1865-1939)
- Wallace Stevens (1879-1955)
- Ezra Pound (1885-1972)
- Edith Sitwell (1887-1964)
- Conrad Aiken (1889-1973)
- Clark Ashton Smith (1893-1961)
- Hart Crane (1899-1932)

### Pintors simbolistes
- William Blake (1757-1827)
- George Frederic Watts (1817-1904)
- Arnold Böcklin (1827-1901)
- Pierre Puvis de Chavannes (1824-1898)
- Henri Fantin-Latour (1836-1904)
- Fernand Khnopff (1858-1921)
- Gustav Klimt (1862-1918)
- Gustave Moreau (1826-1898)
- Edvard Munch (1863-1944)
- Odilon Redon (1840-1916)
- Félicien Rops (1855-1898)
- Santiago Rusiñol (1861-1931)
- Jan Toorop (1858-1928)
- Mikhaïl Vrubel (1856-1910)
- Cesare Saccaggi (1868-1934)